# Zlatna bula Andrije II.
Zlatna bula Andrije II., kraljevska isprava koju je 1222. godine izdao hrvatsko-ugarski kralj Andrija II. (1205.-1235.) iz dinastije Arpadovića, kojom su određena kraljevska prava i prava plemića na teritoriju Kraljevine Ugarske i Hrvatske. Zlatnom bulom su bila ograničena vladarska prava u korist višeg i nižeg plemstva, a njezine odredbe su važile samo na prostoru Ugarske i Slavonije. Jedno od važnijih prava, koje je izmijenom bilo napušteno, bilo je pravo plemića na oružanu pobunu protiv vladara, ukoliko bi se kralj ogriješio o plemićka prava ignoriranjem odredbi zlatne bule.

## Pozadina
Kralj Andrija II. je po povratku iz križarskog rata zatekao državu u velikom neredu. Počeo je zalagati državne prihode Židovima, kvariti novac i rasipati ga, pa je izbila buna nižeg plemstva, na čelo koje je stao kraljev najstariji sin Bela. Niže plemstvo je tražilo poštovanje zakona i svojih prava. Kralj je bio prisiljen sazvati Sabor 1222. godine i izdati zlatnu bulu. Tim je dokumentom ograničena kraljeva vlast i samovolja velikaša. Zlatna je bula u početku bila samo privilegij, a kasnije je postala najznačajniji zakon. Na nju su prisezali svi hrvatsko-ugarski kraljevi prilikom krunidbe.

## Temeljna prava u Zlatnoj buli Andrije II.
Zlatna bula se sastojala od 31 članka. U uvodu kralj ističe kako dokument izdaje da bi obnovio slobodu plemstva, koja je u ranijim razdobljima bila narušena. Potom slijede odredbe:
- Kralj ili palatin kao njegov zamjenik su dužni na dana Svetog Stjepana Kralja, tj. 20. kolovoza, u Stolnom Biogradu saslušati parnice i suditi. Tada mogu slobodno doći i pripadnici nižeg plemstva i iznijeti svoj slučaj.

- Kralj ne smije niti jednog plemića zatvoriti, niti mu oteti posjed, ako ga nije osudio sud.

- Kralj ne smije bez privole plemstva prikupljati porez, niti zalaziti u njihove kuće, sela i lovišta.

- Izvan granica države plemstvo ratuje na kraljev trošak, ako je riječ o navalnom ratu, ali u slučaju obrambenog rata se svi moraju odazvati na svoj trošak.

- Nitko osim bana, palatina, te kraljevog i kraljičinog dvorskog suca ne smiju obnašati dvije funkcije, a stranci bez privole državnog vijeća nikakvu.

- Crkvena desetina se neće plaćati u novcu, već u naturi. Novokovani novac vrijedit će godinu dana i to od Uskrsa do Uskrsa.

- Židovi ne smiju biti činovnici u solanama, kovnicama novca i na carini.

- Čitave županije se ne smiju poklanjati u nasljedno vlasništvo.

- Zadnji članak daje plemstvu pravo da se u slučaju ako se kralj ne pridržava odredaba Zlatne bule slobodno pobuni, bilo protestom bilo oružano, a bez da zbog toga budu kažnjeni.

Zlatna bula je vrijedila u Ugarskoj i Hrvatskoj do Gvozda, dok od Gvozda do Neretve nije važila. Izdana je u sedam originalnih primjeraka, ali se nijedan original nije sačuvao. Najstariji je sačuvani prijepis sačuvan u nadbiskupskom arhivu u Ostrogonu, a potječe iz 1318. godine. 
Kralj Andrija II. nije mnogo mario za odredbe Zlatne bule, pa je ponovno počeo rasipati novac i dijeliti Židovima državne prihode u zakup. Stoga je ponovno izbila buna na čelo koje je stalo visoko svjetovno i crkveno plemstvo. Kralj Andrija II. je 1231. godine izdao novu Zlatnu bulu, koja je u bitnom ponavljala odredbe stare Zlatne bule, a imala je i četiri dodatna članka. Uz to je bilo i nekih izmijenjenih odredbi, od kojih je najvažnija ona, da je napušteno načelo oružanog otpora kralju u slučaju nepridržavanja odredbi bule. Umjesto toga kralj i njegovi sinovi su pristali da u slučaju kršenja odredbi, presudu donese ostrogonski nadbiskup, koji ih može kazniti crkvenim prokletstvom, a to je u srednjem vijeku bila strašna kazna.